# Hugo Pessanha
Hugo Pessanha (1 de abril de 1986) es un deportista brasileño que compitió en judo. Ganó dos medallas de oro en el Campeonato Panamericano de Judo en los años 2006 y 2010.

## Palmarés internacional
| Campeonato Panamericano | Campeonato Panamericano    | Campeonato Panamericano | Campeonato Panamericano |
| Año                     | Lugar                      | Medalla                 | Categoría               |
| ----------------------- | -------------------------- | ----------------------- | ----------------------- |
| 2006                    | Buenos Aires (Argentina)   | Medalla de oro          | –90 kg                  |
| 2010                    | San Salvador (El Salvador) | Medalla de oro          | –90 kg                  |